# Paridea
Paridea es un género de escarabajos de la familia Chrysomelidae. El género fue descrito inicialmente en 1886 por Baly. Hay más de 80 especies. Se encuentran en el Paleártico.
Contiene las siguientes especies:
- Paridea allardi Kimoto, 1989
- Paridea alternata Laboissiere, 1930
- Paridea angulicollis (Motschulsky, 1853)
- Paridea apicalis (Jacoby, 1886)
- Paridea apicata Medvedev, 2004
- Paridea approximata Duvivier, 1892
- Paridea avicauda (Laboissiere, 1930)
- Paridea balyi Jacoby, 1898
- Paridea basalis Laboissiere, 1930
- Paridea bengalica Medvedev & Samoderzhenkov, 1998
- Paridea biconvexa Yang, 1991
- Paridea bifurcata Jacoby, 1892
- Paridea bimaculata Laboissiere, 1932
- Paridea biplagiata (Fairmaire, 1889)
- Paridea brachycornuta Yang, 1993
- Paridea breva Gressitt & Kimoto, 1963
- Paridea circumcincta Medvedev & Samoderzhenkov, 1998
- Paridea circumdata Laboissiere, 1930
- Paridea coomani (Laboissiere, 1930)
- Paridea cornuta Jacoby, 1892
- Paridea costallifera Yang, 1991
- Paridea costata (Chujo, 1935)
- Paridea crenata Yang, 1993
- Paridea cyanea Yang in Yang, 1992
- Paridea cyanipennis (Chujo, 1935)
- Paridea darjeelingensis Takizawa, 1990
- Paridea dohertyi (Maulik, 1936)
- Paridea epipleuralis (Chen, 1942)
- Paridea euryptera Yang, 1991
- Paridea excavata Kimoto, 1989
- Paridea falvipoda Yang, 1991
- Paridea fasciata Laboissiere, 1932
- Paridea flava Medvedev & Samoderzhenkov, 1989
- Paridea flavicornis (Laboissiere, 1930)
- Paridea flavipennis (Laboissiere, 1930)
- Paridea foveipennis Jacoby, 1892
- Paridea fujiana Yang, 1991
- Paridea fusca Yang, 1991
- Paridea glyphea Yang, 1993
- Paridea grandifolia Yang, 1991
- Paridea harmandi (Laboissiere, 1930)
- Paridea hirtipes Chen & Jiang, 1981
- Paridea lateralis Medvedev & Samoderzhenkov, 1989
- Paridea libita Yang, 1991
- Paridea livida Duvivier, 1892
- Paridea luteofasciata Laboissiere, 1930
- Paridea mimica Medvedev & Samoderzhenkov, 1998
- Paridea montana Bryant, 1954
- Paridea monticola (Gressitt & Kimoto, 1963)
- Paridea multituberculata Medvedev & Samoderzhenkov, 1989
- Paridea nepalica Medvedev & Samoderzhenkov, 1998
- Paridea nigra Yang in Yang, 1992
- Paridea nigricaudata Yang, 1991
- Paridea nigriceps Medvedev & Samoderzhenkov, 1998
- Paridea nigricollis Bryant, 1954
- Paridea nigrimaculata Yang, 1991
- Paridea nigrimarginata Yang, 1991
- Paridea nigripennis Jacoby, 1892
- Paridea nigrocephala (Laboissiere, 1930)
- Paridea octomaculata (Baly, 1886)
- Paridea oculata Laboissiere, 1930
- Paridea pallida Bryant, 1954
- Paridea pectoralis (Laboissiere, 1930)
- Paridea perplexa (Baly, 1879)
- Paridea phymatodea Yang, 1991
- Paridea plauta Yang, 1991
- Paridea quadrimaculata Kimoto, 2004
- Paridea quadriplagiata (Baly, 1874)
- Paridea recava Yang, 1991
- Paridea ruficollis Jacoby, 1892
- Paridea sancta Yang, 1991
- Paridea sauteri (Chujo, 1935)
- Paridea sexmaculata (Laboissiere, 1930)
- Paridea siamensis Medvedev & Samoderzhenkov, 1998
- Paridea sichuana Yang, 1991
- Paridea sikkimia Laboissiere, 1932
- Paridea sinensis (Laboissiere, 1930)
- Paridea subviridis Laboissiere, 1930
- Paridea tenasserima Medvedev & Samoderzhenkov, 1998
- Paridea terminata Yang, 1991
- Paridea testacea (Gressitt & Kimoto, 1963)
- Paridea tetraspilota (Hope, 1831)
- Paridea thailandica Medvedev & Samoderzhenkov, 1998
- Paridea tonkinensis Yang, 1991
- Paridea transversofaciata (Laboissiere, 1930)
- Paridea truncata Medvedev & Samoderzhenkov, 1998
- Paridea tuberculata (Gressitt & Kimoto, 1963)
- Paridea unifasciata Jacoby, 1892
- Paridea yunnana Yang, 1991